# 20th Summer
『20th Summer』（トゥエンティース・サマー）は、TUBEのDVD BOX。2006年4月5日発売。

## 概要
- TUBEがデビュー20周年を迎える2005年に行った3本のツアーのライブ映像と、2004年末から2005年末まで、1年間の活動の舞台裏に密着したドキュメント映像をDVD4枚に収録。
- 徳光和夫がナレーションを担当。
- 2ヶ月期間限定生産商品。特製ブックレットを収録された。
- 当初は3月15日発売予定、制作行程の上の都合により4月5日に延期となった。

## 収録曲

### Disc 1
TUBE LIVE AROUND SPECIAL 2005.6.3 in Waikiki（2005.6.3 Museum Quard Sea Side in Fort DeRussy）
1. あー夏休み
2. さよならイエスタデイ
3. 夏だね
4. ひまわり
5. ゆずれない夏
6. Beautiful World
7. SUMMER DREAM
8. 夏を待ちきれなくて
9. 夏を抱きしめて
10. Beach Time
11. Purity 〜ピュアティ〜
12. Remember Me
13. プロポーズ
14. SKY HIGH
15. SUMMER CITY
16. Only You 君と夏の日を
17. -花火-
18. 恋してムーチョ
19. 憧れのハワイ航路
20. 涙を虹に
21. Smile
22. シャララ
23. シーズン・イン・ザ・サン

### Disc 2
TUBE LIVE AROUND Seaside Vibration（2005.7.16 神戸メリケンパーク）
1. セイリング・ラブ
2. シーズン・イン・ザ・サン
3. 青いメロディー
4. Summer Breeze
5. SUMMER DREAM
6. Beach Time
7. 浪漫の夏
8. 光と影
9. 涙を虹に
10. 月と太陽
11. -花火-
12. SKY HIGH
13. 恋してムーチョ
14. Seaside Vibration

### Disc 3
TUBE LIVE AROUND SPECIAL 2005 T. U. B. E（2005.7.30 厚木市荻野運動公園競技場）
1. Surfin'ロックンロール
2. 江ノ島ブギウギ
3. 涙を虹に
4. Horizon
5. Summer walker
6. CANAL WAYS
7. SKY HIGH
8. ベストセラー・サマー
9. だって夏じゃない
10. 夏を抱きしめて
11. Stories
12. Dance With You
13. きっと どこかで
14. Love song
15. J'S THEME
16. Jagar
17. ロケットハナビ
18. Ding! Dong! Dang!
19. You'll be the champion
20. Go Ready Go
21. Heart of Rock'n Roll
22. Hot Night
23. ジラされて熱帯
24. ガラスのメモリーズ
25. さよならイエスタデイ
26. あー夏休み
27. メンバー紹介
28. 海の家
29. サヨナラ My Home Town
30. a song for love

### Disc 4
1. Hawaii Ⅰ
2. レコーディング、ジャケット撮影他
3. Seaside Vibration Ⅰ -リハーサル-
4. Seaside Vibration Ⅱ -千葉・新潟-
5. Hawaii Ⅱ -TUBE day-
6. Seaside Vibration Ⅲ -福岡・静岡・宮城・北海道-
7. Seaside Vibration Ⅳ -神戸-
8. LIVE AROUND SPECIAL 2005 T.U.B.E リハーサル
9. 厚木市荻野運動公園競技場
10. 横浜スタジアム
11. 豊田スタジアム
12. 阪神甲子園球場